# Ourt
Pour les articles ayant des titres homophones, voir Our.
Ourt est un hameau de la commune belge de Libramont-Chevigny située en Région wallonne dans la province de Luxembourg.
Avant la fusion de communes de 1977, il faisait partie de la commune de Sainte-Marie-Chevigny.

## Géographie

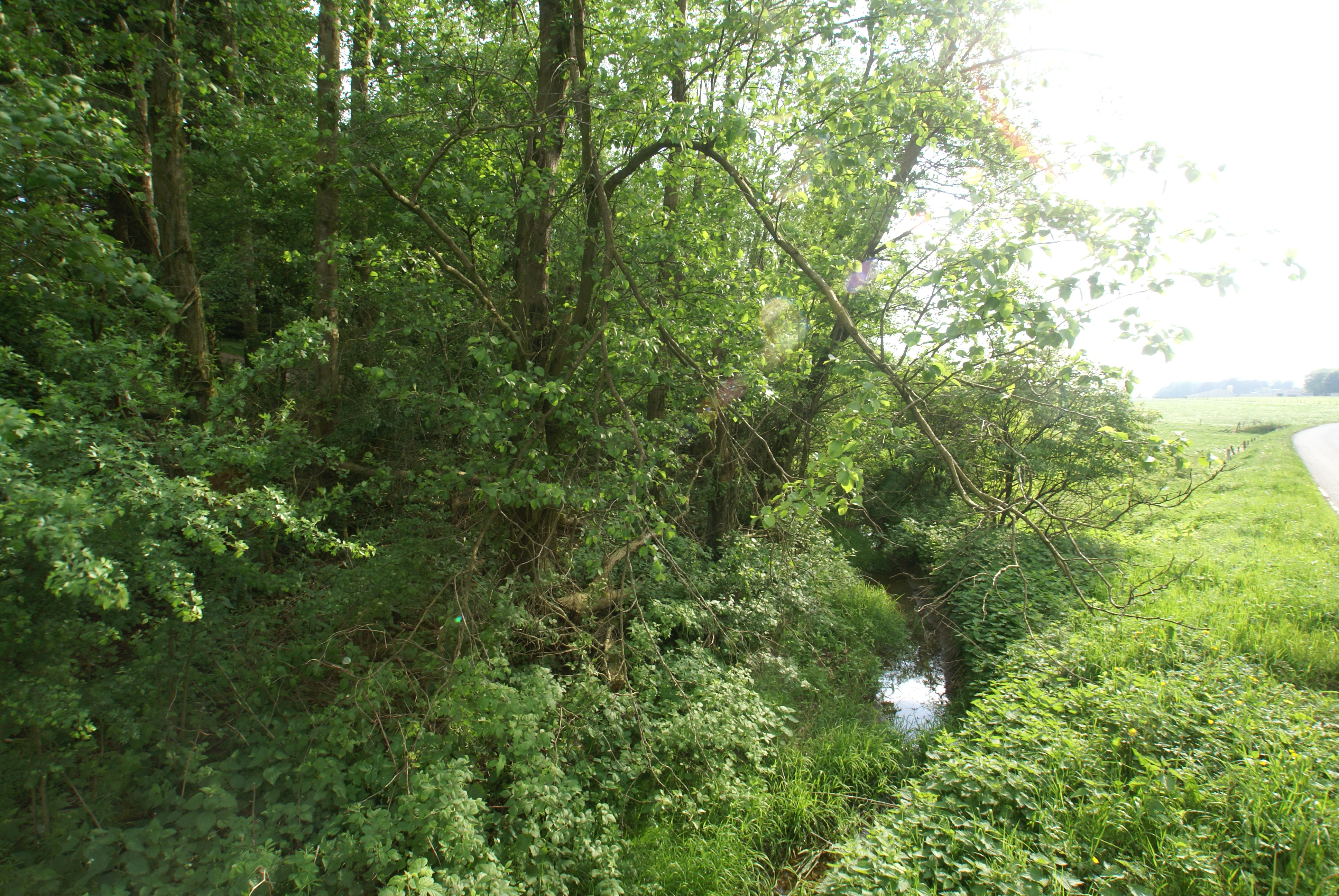
L'Ourthe occidentale près de sa source

Ourt est situé à environ 3,5 km à l'est de Libramont à une altitude comprise entre 500 m et 520 m.
C’est au sud-est d’Ourt que prend source l’Ourthe occidentale, une des deux rivières se joignant pour former l’Ourthe, un affluent de la Meuse.